# Cinnamomum glanduliferum
Espèce
Synonymes
- Camphora glandulifera (Wallich) Nees
- Cinnamomum cavaleriei H.Lév.
- Laurus glandulifera Wall.
- Machilus dominii H. Lév.
- Machilus mekongensis Diels

Cinnamomum glanduliferum, qui porte le nom vernaculaire de Camphrier du Népal, est une espèce de plantes à fleurs du genre Cinnamomum et de la famille des Lauraceae. C'est un arbre originaire d'Asie.

## Description
Cinnamomum glanduliferum est un arbre à feuillage persistant qui atteint une hauteur d'environ 5 à 20 mètres. Ses feuilles sont brillantes, vert foncé, alternes, pétiolées, de forme elliptique, ovée ou lancéolée et mesurent de 6 à 15 cm de long et de 4 à 6,5 cm de large. Les fleurs sont jaunâtres et petites et mesurent environ 3 mm de large. Les fruits noirs globuleux mesurent jusqu'à 1 cm de diamètre. La période de floraison va de mars à mai, et les fruits mûrissent de juillet à septembre. Les feuilles ont une odeur caractéristique et contiennent du camphre et des huiles volatiles.

## Distribution
Cette plante est indigène en Chine, au Bhoutan, en Inde, en Malaisie, au Myanmar et au Népal.

## Habitat
En Chine, Cinnamomum glanduliferum croît dans les forêts décidues des régions montagneuses à une altitude d'environ 1 500 à 2 500 m, et parfois à une altitude plus élevée.